# لفظ متقادم
اللفظ المتقادم هو اللفظ الذي كان متداولاً في الماضي، وما زال مستعملاً في بعض الأحيان، غير أنه لم يعد مشهوراً. لفظ المتقادم أخف من لفظي المتروك والأثري.

## حواش
1. ↑  de: veraltete (Wort) | en: dated (word) | fr: (mot) vieilli